# Michael E. Uslan
Michael E. Uslan (Cedar Grove, 2 giugno 1951) è un produttore cinematografico e sceneggiatore statunitense.
È l'ideatore originale della serie di film sul supereroe Batman a partire dal Batman del 1989, diretto da Tim Burton, fino a Batman & Robin del 1997, diretto da Joel Schumacher.